# 김동인 (1988년)
김동인은 케이씨지 대표이자 경영, 믿음의 리더쉽 작가, 언론인이다. 본관 광산(光山)

## 경력

### 활동경력
現 케이지씨 대표
現 월드블록체인컨버전스 운영위원
現 후오비 글로벌 엘리트

### 수상경력
2025 국회 산업통상자원중소벤처기업위원장 표창
2024 한국소상공인지원센터 디지털자산 부문 브랜드 대상
2024 국회 산업통상자원중소벤처기업위원장 표창
2023 한국희망나눔협회 표창 
2023 국회 정무위원장 표창
2022 국회 과학기술정보방송통신위원장 표창
2022 스포츠조선 하반기 자랑스러운 혁신한국인 파워브랜드 대상 디지털자산 부문 대상
2022 헤럴드경제, 코리아헤럴드 대한민국 미래경영대상 고객만족 서비스 부문 대상 (케이씨지)
2022 헤럴드경제, 코리아헤럴드 대한민국 혁신인물 브랜드 대상 고객만족서비스 부문 대상 (케이씨지)
2022 대한적십자사 적십자헌혈유공장 명예장
2021 중앙일보 히트브랜드 대상 (케이씨지)
2020 블록체인타임즈 감사패
2018 대한적십자사 적십자헌혈유공장 금장
2015 대한적십자사 적십자헌혈유공장 은장

## 저서
경영,믿음의 리더쉽 (퍼플)